# Sheila Lerwillová
Sheila W. Lerwillová, rozená Sheila Alexanderová (* 16. srpna 1928 Londýn, Anglie, Spojené království) je bývalá britská atletka, stříbrná olympijská medailistka a mistryně Evropy ve skoku do výšky.

## Sportovní kariéra
V roce 1950 vybojovala v Bruselu výkonem 163 cm titul mistryně Evropy. Stejnou výšku překonala i další Britka Dorothy Tylerová a Galina Ganekerová reprezentující Sovětský svaz. Díky lepšímu technickému zápisu zlato získala Sheila Alexanderová a stříbro její krajanka Tylerová.
Dne 7. července 1951 v Londýně vytvořila výkonem 172 cm nový světový rekord ve skoku do výšky. Po více než osmi letech vylepšila tehdejší světové maximum Nizozemky Fanny Blankers-Koenové, jež v Amsterdamu 30. května 1943 vylepšila hodnotu světového rekordu hned třikrát (167, 169 a 171 cm).
V roce 1952 reprezentovala na Letních olympijských hrách v Helsinkách, kde se kvalifikace výškařek neuskutečnila a ve finále se představilo dohromady 17 výškařek. Lerwillová vybojovala výkonem 165 cm stříbrnou medaili. Olympijskou vítězkou se stala Esther Brandová z Jihoafrické republiky, jež překonala 167 cm a bronz získala Alexandra Čudinová ze Sovětského svazu, která zdolala napoprvé 163 cm.
Na Mistrovství Evropy v atletice 1954 ve švýcarském Bernu obsadila ve finále 5. místo. V témže roce startovala také na Hrách Commonwealthu v kanadském Vancouveru, kde skončila těsně pod stupni vítězů, na 4. místě.